# Септимиевы ворота

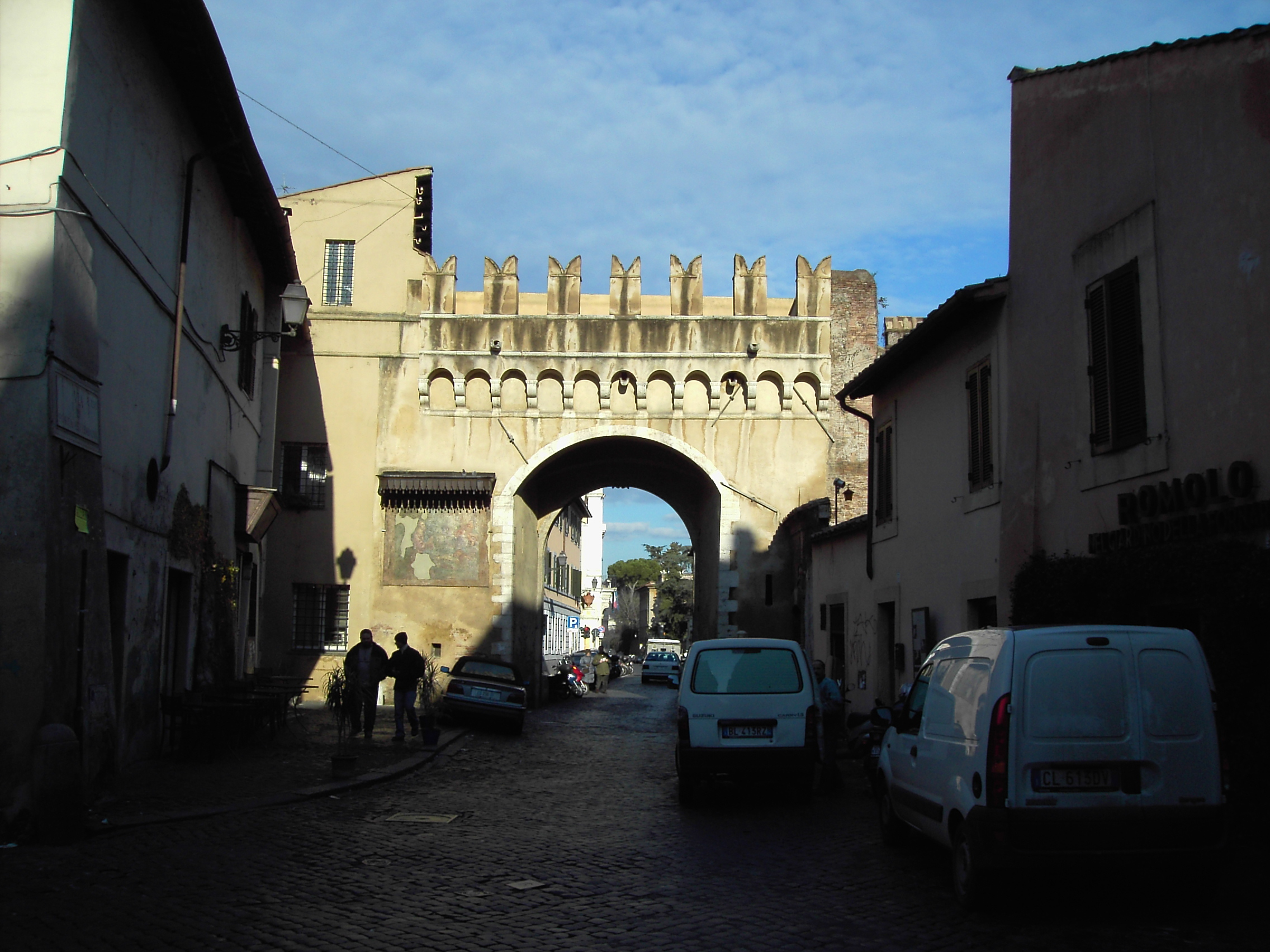

Септимиевы ворота, (лат. Porta Septimiana, итал. Porta Settimiana) — современные ворота в Риме на месте одноимённых античных ворот Аврелиановой стены.
От этих ворот в древнем Риме вела на север виа Корнелиа (сегодня Via Lungara). Части постройки были сооружены ещё при Септимии Севере и позднее встроены в стену. Современные ворота были возведены в 1498 году при папе Александре VI и приобрели окончательный облик в 1798 году.